# Verrucano
 (juillet 2023).
Le verrucano est un grès conglomératique constitué de galets de quartz, de fragments de rhyolite et d'ophiolite (Couleur rouge et violacée), formé durant l'ère permotriasique[réf. nécessaire]. Il est visible en France dans les Alpes du Queyras[réf. souhaitée] notamment.